# Ludvig av Frankrike, greve av Évreux
Ludvig av Frankrike, född 1276, död 1319, var en fransk prins. 
Han var regerande greve av Évreux 1298-1319. 